# Коммунистическая партия Бельгии
Коммунистическая партия Бельгии (КПБ; нидерл. Kommunistische Partij van België, фр. Parti Communiste de Belgique) — коммунистическая партия, существовавшая в Бельгии в 1921—1989 годах.

## История
Создана 4 сентября 1921 в результате объединения Бельгийской коммунистической партии, созданной в 1920 году, и Коммунистической партии Бельгии, созданной Ж. Жакмоттом в мае 1921 г. на базе группы «Друзья эксплуатируемого», выделившейся из Бельгийской рабочей партии. Сразу после возникновения вступила в Коминтерн.
Среди первых акций бельгийских коммунистов были кампания «Руки прочь от Советской России!», которая продолжалась в 1920—1921 годы; сбор медикаментов и продовольствия для голодающих Поволжья.
Активно участвовала в стачечном движении (в частности, в стачках 1923, 1927, 1932 и 1936 годов) и борьбе за Народный фронт.
В 1925 году два представителя партии были впервые избраны в бельгийский парламент.
В 1935 году партия получила 9 мест в нижней палате парламента и 4 места в сенате.
В 1936—1939 бельгийские коммунисты выступали в поддержку Испанской республики, оказывали помощь в формировании интернациональных бригад и участвовали в боевых действиях в Испании.
В августе 1939 года состоялся VII съезд партии, на котором было принято решение «отдать все силы для защиты независимости страны». В это время в партии состояло 7 тыс. человек.
В январе 1940 года правительством Бельгии был принят «закон Янсена», в соответствии с которым были запрещены печатные издания коммунистической партии. 10 мая 1940 г. партия была запрещена и перешла в подполье.
Коммунистическая партия Бельгии активно участвовала и возглавляла бельгийское движение Сопротивления.
- уже 18 июля 1940 года в Льеже по инициативе коммунистов Э. Бюрнеля и Т. Дежаса был создан «Валлонский фронт» («Wallonie libre»);
- вместо запрещенной бельгийским правительством газеты «Голос народа» («Вуа дю пепль») было начато издание газеты «Красное знамя» (сначала, с августа 1940 года — «Драпо руж» на французском языке, с февраля 1941 года — «Роде ваан» на фламандском).
- в ноябре 1941 года был создан «Фронт независимости» («Front de l’indépendance»), в который вошли коммунисты и представители левых сил.

После серии массовых выступлений весной 1943 года, организованных с целью сорвать выполнение программы «тотальной мобилизации», оккупационные власти и гестапо провели серию облав, в которых партия понесла серьёзные потери.
В целом, в годы войны погибло около 2000 бельгийских коммунистов. Из 35 членов ЦК партии не были арестованы только четверо, погибли пять (Жорж Кордье, Рик Хейндельс, Дезире Дезелье, Жан Бастьен, Пьер Боссон).
К моменту освобождения Бельгии в 1944 году позиции партии усилились, количество её сторонников увеличилось. 29 сентября 1944 года два коммуниста — Р. Диспи и А. Марто — вошли в состав правительства Бельгии (однако 16 ноября 1944 года в связи с несогласием с политикой правительства вышли из состава правительства).
В феврале 1945 года правительство Г. Пьерло ушло в отставку, во главе нового правительства стал участник движения Сопротивления, социалист Ван-Акер. В состав правительства вошли два коммуниста.
В конце 1945 года в Бельгии насчитывалось 100 тыс. коммунистов.
17 февраля 1946 года партия принимала участие в парламентских выборах, получив 300 тыс. голосов избирателей и 31 место в парламенте (24 депутата в нижней палате и 7 в сенате), еще четыре коммуниста были в составе правительства. В дальнейшем, коммунисты вошли в состав правительства Гюисманса (3 августа 1946 — 13 марта 1947).
В 1947 году, в условиях начавшейся «холодной войны» в марте 1947 года коммунисты были удалены из правительства. Поводом стал их отказ от повышения цен на уголь, поскольку эти действия должны были ухудшить положение значительной части населения. В ответ, партия предложила собственную программу выхода из кризиса — разработанный под руководством Э. Лальмана «План экономического обновления страны», предусматривавший национализацию угольных шахт, электростанций и банков, переход в собственность государства залежей золота и урана в Бельгийском Конго, установление контроля за себестоимостью промышленной продукции и меры по повышению покупательной способности населения.
На выборах 1949 года партия получила 6 депутатских мандатов.
18 августа 1950 года был застрелен лидер КПБ Ж. Ляо́.
В 1954 году состоялся XI съезд партии, на котором были подвергнуты критике ошибки, ослабившие позиции партии.
В 1957 году состоялся XII съезд партии.
В 1960-е годы влияние КПБ постепенно восстановилось, в 1960—1961 партия принимала участие в забастовках и активно сотрудничала с профсоюзным объединением «Всеобщая федерация труда Бельгии».
В 1971 году на выборах в парламент партия получила 164 000 голосов избирателей (3,1 %) и 6 депутатских мест (в том числе, одно место в верхней палате и пять мест в нижней палате парламента).
На 24 съезде КПБ (1 этап — март — апрель, 2 этап — декабрь 1982) был принят новый устав КПБ, структура партии была изменена в направлении федерализации: валлонскому и фламандскому крыльям была предоставлена большая самостоятельность в рамках единой партии. Эти крылья провели свои первые съезды в декабре 1983 и феврале 1984.
Под руководством КПБ действовали Коммунистическая молодёжь Бельгии и Национальный союз студентов-коммунистов.
КПБ участвовала в Международных совещаниях коммунистических и рабочих партий 1957, 1960 и 1969 годов, в европейских конференциях коммунистических и рабочих партий 1967 и 1976 годов.
В 1989 КПБ разделилась на две отдельные партии: Коммунистическая партия (Фландрия) и Коммунистическая партия (Валлония).

## Руководители
Генеральные секретари:
- Ж. Жакмотт (1934 — 11 октября 1936)
- К. Релек (1937 —)
- Э. Лальман (1945—1954)
- Э. Бюрнель (1954—1961; национальный секретарь)

Председатели:
- Ж. Ляо (август 1945 — август 1950)
- Э. Бюрнель (1961 — август 1968)
- М. Дрюмо (сентябрь 1968—1972)
- Л. Ван Гейт (1972—1989)

## Известные члены
- Альберт Марто (Albert Marteaux) — один из руководителей партизанского движения в Бельгии;
- Жан-Франсуа Коллар — бельгийский коммунист, командир партизанского полка
- Рене Магритт — художник